# Circopetes himeroides
Circopetes himeroides är en fjärilsart som beskrevs av Walker 1860. Circopetes himeroides ingår i släktet Circopetes och familjen mätare. Inga underarter finns listade i Catalogue of Life.